# Уайт, Мел
Дже́ймс Ме́лвилл «Мел» Уа́йт (англ. James Melville «Mel» White, род. 1940) — американский священнослужитель, автор книг на религиозную тематику. Уайт являлся теневым членом движения евангелистов-протестантов в 1960-х, 70-х и 80-х годах, сочиняя речи и книги для таких проповедников на американском телевидении, как Джерри Фалуэлл, Пэт Робертсон и Билли Грэм. После долгих лет работы в рядах правых консерваторов, Уайт совершил каминг-аут, объявив о своей гомосексуальности в 1994 году.

## Биография
В 1962 году Уайт закончил учебное заведение под названием Warner Pacific College, учебный процесс в котором основывается на христианских ценностях. В том же году его женой стала девушка по имени Лайла (Lyla). В их браке родилось два ребёнка, один из которых — комик, актёр и сценарист Майк Уайт. После женитьбы Мел Уайт признался супруге, что он всегда ощущал влечение к представителям своего пола. В течение долгого времени он пытался избавиться от гомосексуальности с помощью психотерапии, молитвы, электросудорожной терапии и экзорцизма. Ни одна из этих методик не принесла результата, что привело Уайта к попытке самоубийства, после чего супруги приняли обоюдное решение развестись.
В 1984 году Уайт стал встречаться с молодым человеком по имени Гэри Никсон (Gary Nixon). Вплоть до настоящего времени они являются партнёрами, возглавляя правозащитную межконфессиональную ЛГБТ-организацию под названием «Soulforce», и проживают в г. Линчгбург, штат Виржиния.
В 1994 году Уайт написал автобиографию под названием «Странник у ворот: быть геем и христианином в Америке» ( Stranger at the Gate: To Be Gay And Christian In America), в которой подробно описал свою прошлую карьеру в рядах правых консерваторов и внутреннюю борьбу за принятие себя как гомосексуала. Бывшая жена Уайта согласилась написать предисловие к книге, что стало иллюстрацией их благожелательного отношения друг к другу.
В 1997 году Уайт получил награду «Национальные гражданские свободы» от «Американского объединения за гражданские свободы» (American Civil Liberties Union, сокр. ACLU) за усилия в воплощении принципов ненасильственного сопротивления Махатмы Ганди и Мартина Лютера Кинга в борьбе за справедливость по отношению к сексуальным меньшинствам.
После получения степени магистра в сфере коммуникаций в Портлендском университете, свою дипломную работу по кинематографии Уайт проводил в Университете Южной Калифорнии, Университете Калифорнии в г. Лос-Анджелесе и в Гарвардском университете. Докторскую степень по религиоведению Уайт получил в Теологической семинарии Фуллера, где впоследствии преподавал в течение более десяти лет. В это время он также работал пастором-евангелистом. После совершения каминг-аута, Уайт перешёл в ряды Метропольной общинной церкви, выступающей на гей-аффирмативных позициях.
Уайт являлся продюсером, сценаристом и режиссёром 53 документальных фильмов и телепередач по теме духовности.

## Писательская деятельность
Уайт является автором шестнадцати собственных книг, девять из которых стали бестселлерами. Уайт также писал произведения для своих бывших соратников-евангелистов, таких как Билли Грэхэм (книга «Approaching Hoofbeats»), Пэт Робертсон (книга «America’s Date with Destiny») и Джерри Фалуэлл (книга «Strength for the Journey and If I Should Die Before I Wake»). Во всех этих работах Уайт никогда не выступал против гомосексуальности. Он стал постепенно раскрывать свою ориентацию в то же время, когда праворадикальные консерваторы стали озвучивать антигомосексуальные настроения. С 1993 года Уайт полностью посвятил себя работе с лесбиянками, геями, бисексуалами и транссексуалами, представляя их в СМИ, в политике и среди своих коллег — религиозных лидеров.

### Книги
- White, Mel. Stranger at the Gate. Penguin Group (USA), 1995. ISBN 0-452-27381-1.
- White, Mel. Religion Gone Bad. Penguin Group (USA), 2006. ISBN 1-58542-531-1.